# Maks Dekleva
Maks Dekleva, slovenski inženir gradbeništva, *  18. september 1893, Vremski Britof, † 9. december, 1968, Ljubljana.

## Življenje in delo
Leta 1914 je na Tehniški visoki šoli v Gradcu opravil državni izpit za geometra, diplomiral pa je 1930 na gradbenem oddelku ljubljanske Tehniške fakultete. Po končanem študiju je bil vse do 1944, ko so ga Nemci odpeljali v taborišče Dachau, zaposlen na odseku za ceste in mostove pri banski upravi v Ljubjani. Po koncu vojne je sprva delal na Ministrstvu za gradnje, nato pa je bil načelnik Uprave za ceste LRS (1947-1952). Strokovno in organizacijsko je veliko prispeval k povojni modernizaciji cest Vrhnika-Logatec, Senožeče-Koper in Ljubljana-Bregana.